# Мария Енчева
Мария Енчева е българска преводачка. Прави преводи от нидерландски и немски език.

## Биография
Мария Енчева е родена през 1982 г. в Пловдив. Завършва средното си образование в ЕГ „Пловдив“ с профил „Немски език“. Записва германистика в СУ „Св. Климент Охридски“. По време на следването започва да изучава нидерландски – първо като лекторат (без връзка със следването ѝ), после – като втори език.
Участва в превода на разкази на нидерландския писател Мено Вигман на български език, а през 2006 г. печели конкурс към СУ „Св. Климент Охридски“ за превод на Хайнрих Бьол. Първоначално е искала да учи норвежки, но не се събират достатъчно желаещи. Решена да експериментира, тя се примирява, че няма да учи норвежки, и записва нидерландски, който с времето заема централно място в работата ѝ като преводач (2008).
Участва в различни проекти, свързани с популяризирането на нидерландската литература в България и стойностната детска книга. Преводач е на някои от най-известните съвременни нидерландски автори като Херман Кох, Арнон Грюнберг и Марийке Лукас Райнефелд, както и на класики като „Дневникът на Ане Франк“.
Омъжена е за юриста Иво Златев, с когото имат две деца.

## Награди
- 2015 – Номинация[9] за наградата „Христо Г. Данов“, категория „Преводна художествена литература“
- 2017 – Награда[10] за ярки постижения в областта на превода на художествена литература на Съюза на преводачите в България

## Преводи
- 2009 – „Отива една жена при лекаря“ от Рей Клуун[11], издателство Жанет 45, една от малкото преводни книги, за която има създаден специален сайт[12]
- 2009 – „Без нея“ от Рей Клуун[11][13]
- 2010 – „Помощ, забремених жена си!“ от Рей Клуун[11][14]
- 2011 – „Бог е лудост“ от Рей Клуун[11][15]
- 2012 – „Пея с тяло и душа: За изкуството да бъдеш певец“ от Веселина Кацарова и Мариане Целгер-Фогт, превод от немски
- 2012 – „И. М.“ от Кони Палмен, изд. „Аквариус“[11]
- 2013 – „Да бъдеш мъж и баща“ от Йеспер Юл, превод от немски[11]
- 2013 – „Падналият ангел“ от Кони Палмен[11]
- 2014 – „Вечерята“ от Херман Кох, изд. „Колибри“[11]
- 2014 – „Вила с басейн“ от Херман Кох[11]
- 2014 – „Очи в слънцето“ от Ане Провост, изд. „Алтера“[11]
- 2015 – „Заедно завинаги, амин“ от Хюс Кайер, изд. „Ергон“[11]
- 2015 – „Белгийският лабиринт“ от Херт Ван Истендал, издателство Жанет 45[11]
- 2015 – „Бонита авеню“ от Петер Бювалда, изд. „Колибри“[11]
- 2016 – „Тирза“ от Арнон Грюнберг, изд. „Колибри“[11]
- 2016 – „Уважаеми господин М.“ от Херман Кох, изд. „Колибри“[11]
- 2017 – „Животът, гледан отдолу“ от Димитри Ферхюлст, изд. Жанет 45[11]
- 2017 – „Агресията“ от Йеспер Юл, изд. Жанет 45, превод от немски[11]
- 2017 – „Одеса стар“ от Херман Кох, изд. „Колибри“[11]
- 2017 – „Харесва ми на този свят“ от Хюс Кайер, изд. „Ергон“[11][16]
- 2018 – „Задната къща. Дневникът на Ане Франк“ от Ане Франк, изд. „Сиела“[11]
- 2018 – „Искам да знаеш“ от Кристоф ван Херевей, изд. „Колибри“[11]
- 2018 – „Амстердамски блус“ от Арнон Грюнберг, изд. „Колибри“[11]
- 2018 – „Ние сме нашия мозък“ от Дик Сваб, изд. „Колибри“[11]
- 2019 – „Творецът на ангели“ от Стефан Брайс, издателство ICU[17]
- 2019 – „Черните камъни“ от Хюс Кайер, изд. Жанет 45, превод от немски[11][18]
- 2019 – „Топи се“ от Лизе Спит, изд. Жанет 45[11]
- 2019 – „Книгата на всички неща“ от Хюс Кайер, изд. Жанет 45[11][19][20]
- 2019 – „Глад“ от Джамал Уариаши, изд. „Колибри“[11][21]
- 2020 – „Жажда“ от Естер Херитсен, изд. ICU[11][22]
- 2020 – „Колко остава до Коледа?“ от Янош, изд. „Колибри“, превод от немски[11]
- 2020 – „Баста“ от Марко ван Бастен и Едвин Схон, изд. „Ентусиаст“[11]
- 2020 – „Родриго Свирепия и неговият оръженосец Дребчо“ от Михаел Енде, изд. „Колибри“[11]
- 2020 – „Любов без край“ от Емануела Деянова, изд. „Изток-Запад“[11]
- 2021 – „Неудобството на вечерта“ от Марийке Лукас Райнефелд, изд. ICU[11][23]
- 2021 – „Ръководство за лоши дни. Трикове за по-лек живот“ от Евелине Хелминк, изд. „Колибри“[11][24]
- 2021 – „Дарвин в супермаркета“ от Марк Нелисен, изд. „Колибри“[11]
- 2021 – „Произход“ от Саша Станишич, изд. Колибри, превод от немски[11][25]
- 2021 – „Мистерията на живота“ от Ян Пол Схютен, изд. „Колибри“[11]
- 2022 – „Летният брат“ от Яп Робен[11]
- 2022 – „Щастие за деца“ от Себастиан Ван Донинк[11]
- 2022 – „Гранд хотел Европа“ от Иля Леонард Пфайфер[26]